# Burg Lauenrode
Die Burg Lauenrode ist eine abgegangene Burg in Hannover, die um 1215 entstand und 1371 zerstört wurde. Sie lag außerhalb der Stadt auf dem westlichen Ufer der Leine gegenüber dem Beginenturm der hannoverschen Stadtmauer. Gebäudereste der Burg haben sich nicht erhalten, auch das Erdreich des Burgberges wurde abgetragen. Ihr Standort wird im Bereich des ehemaligen Preussag-Verwaltungsgebäudes am Leibnizufer vermutet.

## Lage und Aufbau

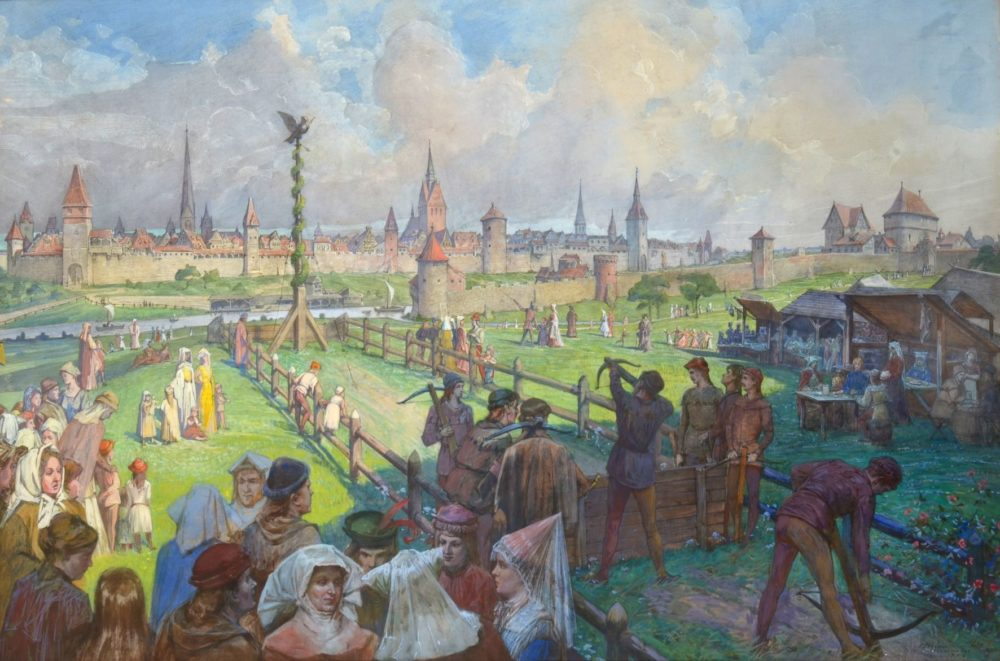
Das Papageienschießen zu Pfingsten im Mittelalter auf dem Gelände der Burg Lauenrode gegenüber der Stadt Hannover;
(Tempera-Bild von Ernst Jordan zum XIV. Deutschen Bundesschießen 1903 in Hannover; im Besitz des Historischen Museums Hannover)

Die Burg Lauenrode lag auf der Leineinsel „Brühl“, auf dem ehemaligen Burgberg etwa an der Stelle des in der Nachkriegszeit errichteten Gebäudes des Niedersächsischen Wissenschaftsministeriums.
Die Inselburg befand sich auf einem Werder in der Leine außerhalb der Stadt Hannover. Die Burg wurde innerhalb einer alten Verteidigungsanlage errichtet. Urkundlich belegte Burgteile von 1254 sind eine Vorburg im Westen, ein Bergfried, die Burgkapelle St. Galli, ein Palas und eine Kemenate. Zum Zubehör gehörten die beiden Stadtmühlen Brückmühle und Klickmühle.

## Geschichte
Urkundlich erwähnt wurde die Burganlage erstmals 1215. Burgherren waren die Grafen von Roden, die von Heinrich dem Löwen um 1160 mit der Stadt Hannover belehnt worden waren. Nach dem Tode Konrads I. von Roden verwalteten seine Söhne Konrad II. und Hildebold II. das Erbe zunächst gemeinsam, spätestens 1215 teilten sie es: Konrad II. erhielt die östlichen Lehen der Familie mit Hannover. Er bezog die neu errichtete Burg Lauenrode auf dem westlichen Ufer gegenüber Hannover. Sie wurde zum Mittelpunkt seiner Herrschaft. Er nannte sich ab diesem Zeitpunkt „von Lauenrode“. Sein Sohn und Nachfolger Konrad III. verstarb 1239 kinderlos. Danach saßen die unverheirateten Brüder Konrad IV. und Heinrich II. auf der Burg, die die Stadt als Vögte beherrschten. 1241 verließen sie die Burg, die danach zu einer vom Landesherren unterhaltenen Schutzburg der Stadt Hannover wurde. Die Bürger bezahlten die Burgmannen.

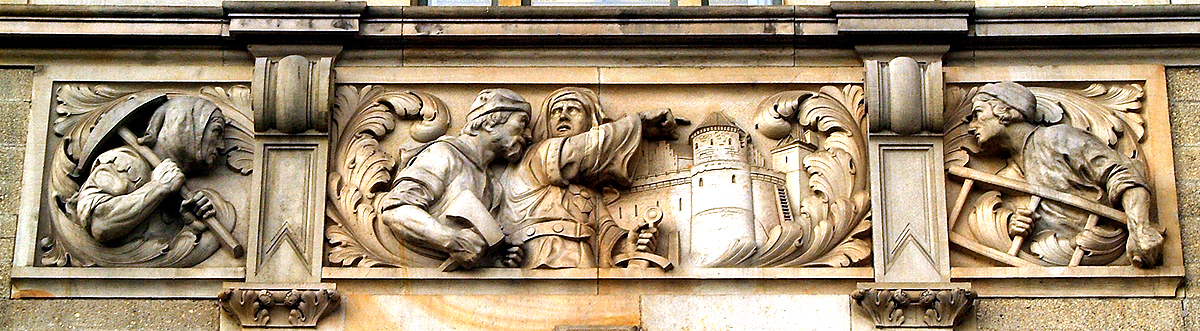
1371 wurde die Burg Lauenrode durch die Bürger Hannovers geschleift;
(Bild-Relief von Werner Hantelmann als Teil des Geschichtsfrieses am Neuen Rathaus von Hannover)

Die sogenannte „Zwingburg der Welfen“, wie Helmut Zimmermann die Anlage bezeichnete, diente auch als Demonstration der Stärke des Landesherrn, als steingewordenes Machtsymbol gegenüber den hannoveraner Bürgern.
Während des Lüneburger Erbfolgekrieges standen die Burgmannen auf Seiten Herzog Magnus’ II. Torquatus von Braunschweig. Seine Widersacher Herzog Albrecht und dessen Onkel Wenzel von Sachsen-Wittenberg erstürmten die Burg 1371 und verliehen im Anschluss der Stadt Hannover das Große Privileg. Dieses erlaubte unter anderem die Schleifung der Burg, die die Bürger der Stadt vornahmen. Um 1540 wurde das Erdreich des Burgberges am gegenüber liegenden Ufer der Leine zu einem Wall aufgeschüttet, wodurch das Hohe Ufer entstand. Die alte Burgstelle wurde ab dem 16. Jahrhundert mit Wohngebäuden bebaut. Dort bildete sich der Kern der späteren Calenberger Neustadt auf dem westlichen Leineufer.
Der Maler Karl Hapke schuf ein Aquarell, das die Burg Lauenrode an der Leine mit dem gegenüberliegenden Beginenturm und den mittelalterlichen Wehrcharakter zur Zeit um 1300 illustriert.